# Effet IA

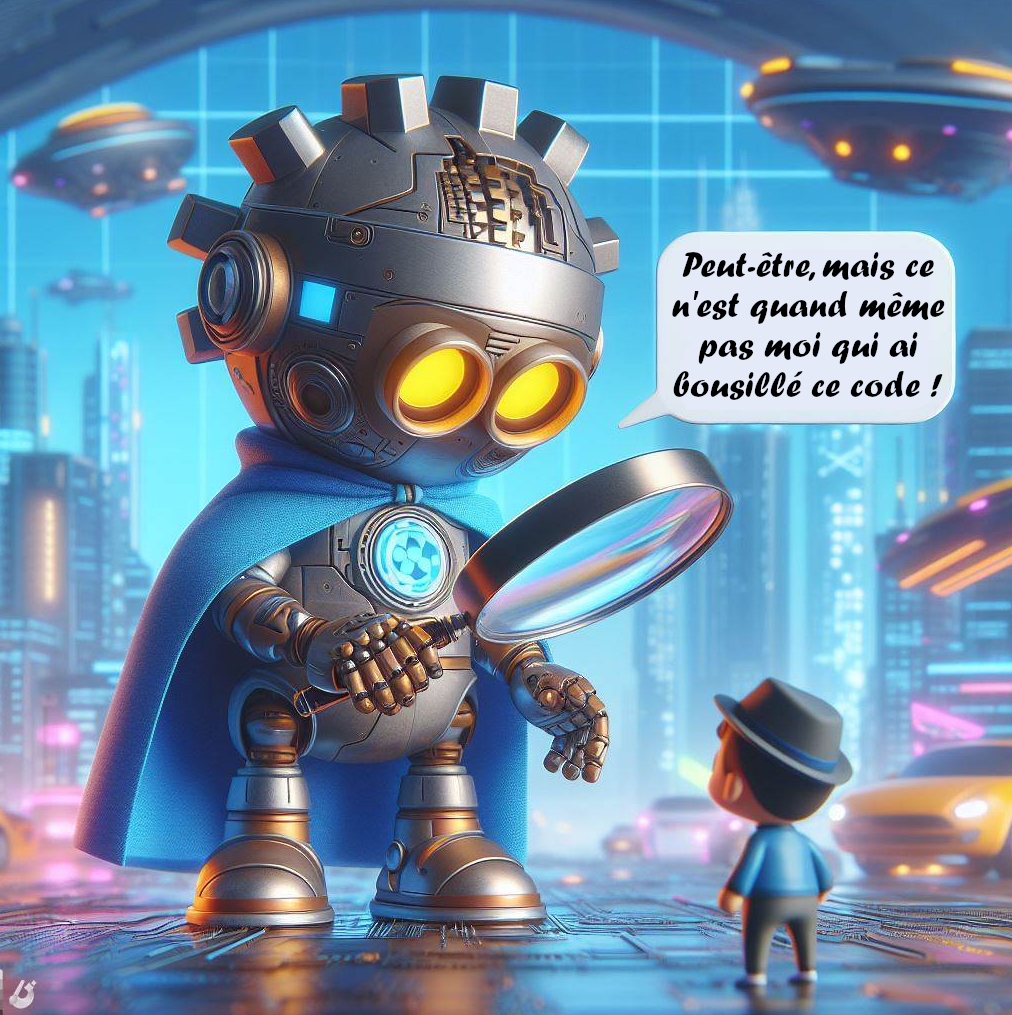
Illustration générée par ChatGPT 4.0 et DALL-E 3.0

L'effet IA se produit lorsque les spectateurs minimisent le comportement d'un programme d'intelligence artificielle en soutenant qu'il ne s'agit pas d'une véritable intelligence.
L'auteure Pamela McCorduck écrit : « Cela fait partie de l'histoire du domaine de l'intelligence artificielle que chaque fois que quelqu'un découvre comment faire faire quelque chose à un ordinateur - bien jouer aux dames, résoudre des problèmes simples mais relativement informels -, un certain nombre de critiques disent : « ce n'est pas de la pensée » ». Le chercheur de l'AIS, Rodney Brooks, se plaint : « chaque fois que nous en découvrons un morceau, ça cesse d'être magique, on dit : « Oh, c'est juste un calcul. ». »
Ensuite, les réseaux de neurones virtuels, les grands modèles de langage entrainent la réponse que "c'est juste du recyclage statistique", ou "c'est juste de la régurgitation de base de données, une tête très pleine, et pas une tête bien faite". Cela a été contredit par les grands modèles de raisonnements en système 2 de la pensée, via par exemple les tests ARC-AGI.

## Explications
L'effet IA essaye de redéfinir l'IA pour signifier : l'IA est tout ce qui n'a pas encore été fait.
Une vue prise par certaines personnes essayant de promulguer l'effet IA s'exprime comme le fait que dès que l'IA réussit à résoudre un problème, le problème ne fait plus partie de l'IA : ce n'est pas intelligent, car une machine (stupide) peut le faire.
Pamela McCorduck appelle cela un « étrange paradoxe » selon lequel « les succès pratiques de l'IA, les programmes computationnels qui atteignaient un comportement intelligent, étaient rapidement assimilés au domaine d'application dans lequel ils étaient utiles et devenaient des partenaires silencieux aux côtés d'autres approches de résolution de problèmes. Les chercheurs en IA ont dû faire face aux échecs, les noix tenaces qui ne pouvaient pas encore être craquées. »

Quand Deep Blue, l'ordinateur d'IBM jouant aux échecs, a réussi à vaincre Garry Kasparov en 1997, les gens se sont plaints de n'avoir utilisé que des « méthodes de force brute » et ce n'était pas une véritable intelligence. Douglas Hofstadter exprime l'effet IA de manière concise en citant le théorème de Tesler :
« L'IA est ce qui n'a pas encore été fait. »
Lorsque les problèmes n'ont pas encore été formalisés, ils peuvent encore être caractérisés par un modèle de calcul incluant le calcul humain. Le fardeau de calcul d'un problème est partagé entre un ordinateur et un humain : une partie est résolue par ordinateur et l'autre partie est résolue par l'humain. Cette formalisation est appelée machine de Turing assistée par l'homme.

## Applications IA
Les logiciels et les algorithmes développés par les chercheurs en IA sont maintenant intégrés dans de nombreuses applications à travers le monde, sans vraiment s'appeler IA. 
Michael Swaine rapporte que « les progrès de l'intelligence artificielle ne sont pas tant vantés en tant qu'intelligence artificielle de nos jours, mais sont souvent perçus comme des avancées dans un autre domaine. » L'IA « devient de plus en plus importante », explique Patrick Winston. « Il est difficile de trouver un grand système qui ne fonctionne pas, en partie, grâce à des idées développées ou mûries dans le monde de l'IA. »
Selon Stottler Henke, « les nombreux avantages pratiques des applications IA et même l'existence de l'IA dans de nombreux logiciels passent largement inaperçus pour beaucoup, malgré l'utilisation déjà répandue des techniques d'IA dans les logiciels. Tel est l'effet IA. Dans le marketing, beaucoup ne mentionnent pas le terme «intelligence artificielle» même lorsque les produits de leur entreprise reposent sur des techniques d'IA. Pourquoi pas ? »
Marvin Minsky écrit : « Ce paradoxe résulte du fait que chaque fois qu'un projet de recherche sur l'IA faisait une nouvelle découverte utile, ce produit se transformait rapidement en une nouvelle spécialité scientifique ou commerciale avec son propre nom distinctif. Pourquoi voyons-nous si peu de progrès dans le domaine central de l'intelligence artificielle? »
Nick Bostrom observe que « Beaucoup d'IA de pointe ont filtré dans des applications générales, souvent sans être appelées IA car une fois que quelque chose devient suffisamment utile et assez commun, elle n'est plus étiquetée IA ».

## Héritage de l'hiver IA
De nombreux chercheurs en IA trouvent qu'ils peuvent obtenir plus de financements et vendre plus de logiciels s'ils évitent le nom terni de « l'intelligence artificielle » et prétendent à la place que leur travail n'a rien à voir avec l'intelligence. Cela était particulièrement vrai au début des années 1990, pendant l'hiver IA.
Patty Tascarella écrit : « Certains croient que le mot « robotique » porte en réalité un stigmate qui nuit aux chances de financement d'une entreprise »

## Sauver une place pour l'humanité au sommet de la chaîne de l'être
Michael Kearns suggère que « les gens essaient inconsciemment de préserver pour eux-mêmes un rôle spécial dans l'univers ». En méprisant l'intelligence artificielle, les gens peuvent continuer à se sentir uniques et spéciaux. Kearns soutient que le changement de perception connu sous le nom d'effet IA peut être attribué à la disparition de l'aspect mystérieux du système : le fait d'être capable de tracer la cause des évènements implique que c'est une forme d'automatisation plutôt que d'intelligence.
Un effet connexe a été noté dans l'histoire de la cognition animale et dans les études de conscience, où chaque fois qu'une capacité autrefois considérée comme exclusivement humaine est découverte chez les animaux — par exemple la capacité de fabriquer des outils ou de passer le test du miroir —, cette capacité est dépréciée.[réf. nécessaire]
Herbert A. Simon, interrogé sur le manque de couverture médiatique de l'IA à l'époque, a déclaré : « Ce qui a rendu l'IA différente, c'est que l'idée même suscite une véritable peur et une hostilité chez certains humains. D'où de si fortes réactions émotionnelles. Mais ça va, nous vivrons avec ça. »

## Voir également
- Effet Eliza
- Histoire de l'intelligence artificielle
- Paradoxe de Moravec
- Chambre chinoise
- Watson